# 渡邊耕一
渡邊 耕一（わたなべ こういち、1978年8月21日 - ）は、日本の実業家、ゲームクリエイター、ゲームプロデューサー。株式会社Cygames創立メンバーで、同社代表取締役社長。佐賀県伊万里市黒川町出身。

## 人物・経歴
伊万里市立黒川小学校、佐世保工業高等専門学校を経て、広島大学西洋哲学専攻卒業後、新卒でポリゴンマジックに入社。その後シリコンスタジオに入社し、ブレイブリーデフォルト フライングフェアリーの開発にプロデューサーとして携わるなどした。
ゲームクリエイターを経て、2011年に独立し、サイバーエージェントの出資でCygamesを設立し、同社代表取締役社長に就任。
2015年には取締役会で反対する取締役らを「僕の地元ですし、スポンサードさせてください」と説得し、サガン鳥栖とのスポンサー契約を締結した。その後もCygames佐賀デバッグセンターの設立や、伊万里湾花火のスポンサードなど、地元佐賀への貢献活動を積極的に行っている。